# مستوقف السيارات (فلم)
مستوقف السيارات (بالإنجليزية: The Hitcher) هو فيلم رعب وإثارة تم إنتاجه في الولايات المتحدة وصدر سنة 1986 بطولة راتغر هاور وسي توماس هويل وجينيفر جيسون لي.

## القصة
في إطار من الإثارة والتشويق، بعد أن يهرب شاب من براثن مستوقف السيارات القاتل، يجد نفسه لاحقًا في مطاردة دموية من قبل نفس القاتل الذي يورطه في جرائمه.

## الميزانية والإيرادات
كلف الفيلم 7.9 مليون دولار وحقق أرباح تقدر بـ 5.8 مليون دولار.

## وصلات خارجية
مستوقف السيارات على موقع IMDb (الإنجليزية)
- مستوقف السيارات على موقع ميتاكريتيك (الإنجليزية)
- مستوقف السيارات على موقع روتن توميتوز (الإنجليزية)
- مستوقف السيارات على موقع نتفليكس (الإنجليزية)
- مستوقف السيارات على موقع ألو سيني (الفرنسية)
- مستوقف السيارات على موقع أول موفي (الإنجليزية)
- مستوقف السيارات على موقع بوكس أوفيس موجو (الإنجليزية)
- مستوقف السيارات على موقع فيلمافينيتي (الإسبانية)
- مستوقف السيارات على موقع قاعدة بيانات الأفلام السويدية (السويدية)
- مستوقف السيارات على موقع قاعدة بيانات الفيلم (الإنجليزية)